# 비보 포르 엘레나
《비보 포르 엘레나》(스페인어: Vivo por Elena)은 1998년 방영된 멕시코의 텔레노벨라이다.